# Turistas
Turistas ist ein US-amerikanischer Horrorfilm aus dem Jahr 2006 von Regisseur John Stockwell.

## Handlung
Eine Gruppe Amerikaner, die Geschwister Alex und Bea sowie deren beste Freundin Amy, ist im Nord-Osten Brasiliens als Rucksacktouristen in einem Omnibus unterwegs. Ein Unfall beendet jäh die Reise. Auf der Suche nach einer Ersatzfahrgelegenheit gesellen sich der Gruppe noch die britischen Touristen Finn und Liam und die Australierin Pru hinzu. Sie entdecken dabei zufällig eine Bucht mit einer Strandbar in der Nähe eines Dorfes. Nicht ahnend, dass die Einheimischen etwas im Schilde führen, verbringen sie zusammen mit den Brasilianern tanzend und trinkend eine berauschende Nacht am Strand.
Als die Gruppe am nächsten Morgen alleine am Strand aufwacht, ist ihr gesamtes Hab und Gut gestohlen, zwei Personen fehlen. Auf der Suche nach ihren Sachen bietet ihnen im Dorf ein jugendlicher Brasilianer, Kiko, seine Hilfe an. Unwissend, dass sie damit einem Organhändlerring in die Falle gehen, folgen sie dem Jungen zu einem Haus mitten im Dschungel. Dort werden sie von einer Gruppe bewaffneter Männer gefangen genommen. Dr. Zamora, der Anführer der Organhändler, will sich der Ausländer annehmen, um mit deren Organen das städtische Krankenhaus in Rio zu versorgen. Er sieht darin eine Art Gleichgewichtseinstellung, so dass nicht nur verarmte Inländer Opfer von Organhändlern werden.
Sein erstes Opfer ist Amy, deren Nieren und Leber er bei vollem Bewusstsein des Opfers entfernt, bis sie schließlich an den Folgen der Operation verstirbt. Unterdessen gelingt es den anderen, sich mit Hilfe von Kiko zu befreien. Bei der Flucht in den Dschungel werden zunächst Finn und Liam, später auch Kiko getötet. In einer Unterwasserhöhle an einem nahegelegenen See wird die dezimierte Gruppe von Dr. Zamora und einem Begleiter schließlich gestellt. Es kommt zu einem Kampf, bei dem Dr. Zamora von seinem Begleiter, einem Indianer, schließlich getötet wird. In einem alternativen Ende tötet die Gruppe beide Verfolger.
Am Ende des Films steigen Alex, seine Schwester Bea und Pru in ein Flugzeug, das sie zurück in die Zivilisation führt. Sie raten anderen Reisenden, das Flugzeug zu nehmen und nicht den Bus.

## Kritik
„Spannend ist er schon, der – hier etwas entschärfte – Höllentrip von Bikinifilmprofi John Stockwell („Blue Crush“, „Into the Blue“). Speziell eine atemberaubende Jagd durch Unterwasserhöhlen treibt den Puls hoch. Die kapitalismuskritische Pointe wirkt aber so aufgesetzt, dass der ähnlich gelagerte Folterschocker „Hostel“ daneben fast aussieht wie eine geistreiche Globalisierungssatire. Fazit: Prickelnder Bikinithrill mit bescheuerter Moral“

„Abscheulicher Folterfilm in „Hostel“-Nachfolge, der aus seiner xenophoben Grundtendenz keinen Hehl macht und an niederste Instinkte appelliert.“

In Brasilien kam es nach Erscheinen zu heftigen Diskussionen: Der Film würde ein Klischee bedienen und beinhalte unrealistische Szenen, welche die Gefährlichkeit des Landes übertrieben aufzeigten.